# Ziegelroter Schwefelkopf
Der Ziegelrote Schwefelkopf (Hypholoma lateritium syn. Hypholoma sublateritium, Naematoloma sublateritium) ist eine Pilzart aus der Familie der Träuschlingsverwandten.

## Merkmale

### Makroskopische Merkmale
Der Ziegelrote Schwefelkopf besitzt einen 3,5–10 cm breiten, recht fleischigen Hut. Dieser ist erst halbkugelig, dann abgeflacht bis konvex geformt und weist einen stumpfen Buckel auf. Er hat eine fuchsige bis ziegelrote Färbung. Zum Rand hin ist er zunehmend schwefelgelb bis hellgelb getönt. Die Mitte ist oft rötlichbraun gefleckt. Seine Oberfläche ist glatt und matt. Der Hutrand ist jung eingerollt und mit einem gut ausgeprägten, gelblich-weißen, wollig-faserigen Schleier (Cortina) mit dem Stiel verbunden. Dessen Reste umsäumen den Hutrand später. Charakteristisch sind mehr oder weniger konzentrisch angeordnete, schwefelgelbe, flockige Velumsreste in der Nähe des Hutrandes. Sie können jedoch vom Regen abgewaschen sein. Die Lamellen sind gelblich bis gelbbraun getönt und färben sich später grau- bis olivbraun. Sie sind am Stiel ausgebuchtet angewachsen. Die Schneiden sind fein weißlich beflockt. Das Sporenpulver ist olivpurpurbraun gefärbt. Der kräftige Stiel ist 5–12 cm lang und 4–13 mm dick. Er ist starr und elastisch, zylindrisch geformt, aber oft gekrümmt. An der Spitze ist er weiß bis hellgelb, zur Basis hin zunehmend ocker- bis rotbraun gefärbt. Die Oberfläche ist längsfaserig. Manchmal ist eine cortinaartige Ringzone sichtbar. Das Innere wird mit dem Alter zunehmend hohl. Das Fleisch ist cremefarben bis hellgelb, im Stiel auch bräunlich gefärbt. Es riecht angenehm pilzartig und schmeckt meist etwas bitter.

### Mikroskopische Merkmale
Die elliptischen Sporen messen 5,5–7,5 × 3,5–4,5 µm. Sie sind hellgelb gefärbt und besitzen eine dicke Wand. Sie besitzen eine glatte Oberfläche und einen Keimporus. Je vier Sporen befinden sich an einer Basidie. Diese sind zylindrisch bis keulig geformt und 16–21 × 6–7 µm groß. An der Basis weisen sie eine Schnalle auf. Die Cheilozystiden sind flaschenförmig bis bauchig geformt und besitzen eine abgerundete Spitze. Sie sind 20–36 × 7–12 µm groß. Pleurozystiden sind als Chrysozystiden ausgebildet. Sie sind spindelig-bauchig geformt und besitzen eine ausgezogene Spitze. Sie messen 26–40 × 8–12 µm. Die Hutdeckschicht besteht aus parallel liegenden Hyphen mit einem Durchmesser von 2,5–9 µm. Die Hyphen sind hyalin, inkrustiert und besitzen Schnallen an den Querwänden. Darunter liegende Pilzfäden sind 10–15 µm dick, locker inkrustiert und braun pigmentiert.

## Artabgrenzung

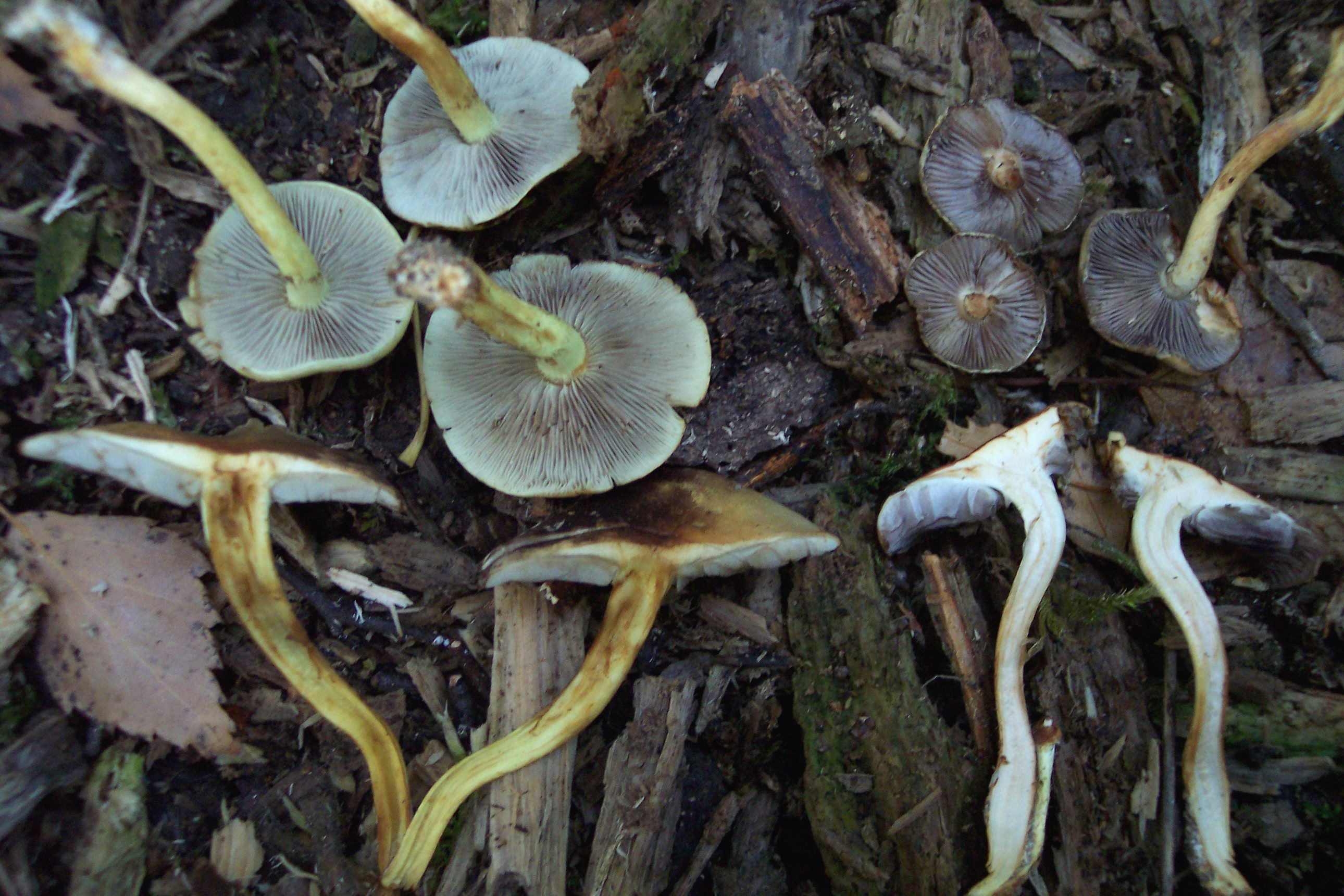
Der Grünblättrige Schwefelkopf (links) unterscheidet sich vom Ziegelroten Schwefelkopf (rechts) unter anderem durch stärker leuchtende Farben an der Stielspitze, mehr grünliche Lamellen und gelbes Fleisch.

Der Ziegelrote Schwefelkopf kann mit dem giftigen Grünblättrigen Schwefelkopf (Hypholoma fasciculare) verwechselt werden. Dieser besitzt jedoch grünliche Lamellen und einen weniger kräftig rot gefärbten Hut mit schwächeren Velumresten. Der Stiel und das Fleisch sind schwefelgelb gefärbt. Ähnlich ist auch der essbare Rauchblättrige Schwefelkopf (Hypholoma capnoides). Er besitzt blasse Hutfarben, graue Lamellen und mildes Fleisch. Der Pilz kommt meist auf Nadelholz vor. Verwechslungen sind auch mit dem Safranroten Schüppling (Pyrrhulomyces astragalinus) möglich. Er hat ockergelbe bis rötlich-braune Lamellen und sein Stielfleisch färbt sich bei Verletzung schwarz. Er kommt ebenfalls auf Nadelholz vor.

## Ökologie und Phänologie
Der Ziegelrote Schwefelkopf ist vor allem in Buchen-, Tannen-Buchen- und Tannenwäldern, davon vorwiegend in Waldmeister-, gefolgt von Hainsimsen- und Waldgersten-Buchenwäldern zu finden. Außerdem ist er in Eichen-Hainbuchen-, Auwäldern und Fichtenforsten anzutreffen. Der Pilz kommt auch an Wald- und Wegrändern sowie Parks und Gärten vor.
Er lebt als Schwächeparasit und Saprobiont an oder neben Stümpfen und liegenden Stämmen von Laub- und seltener Nadelholz. Das Substrat befindet sich in der Initial- bis Optimalphase der Vermorschung. Die besiedelten Substrate sind vor allem Rotbuchen und Eichen, bei den Nadelhölzern in erster Linie Fichten. Die Fruchtkörper sind das ganze Jahr über zu finden, vor allem von September bis November. Dabei wachsen sie meist büschelig.

## Verbreitung
Der Ziegelrote Schwefelkopf ist in Nord- (USA, Kanada), Mittel- (Mexiko) und Südamerika (Venezuela, eingeführt in Trinidad) sowie in Europa (inkl. Kanaren), Nordafrika und Asien (Kleinasien, Kaukasus, Nordindien, Korea, Japan) verbreitet. In Europa reicht das Gebiet von Großbritannien, den Niederlanden und Frankreich im Westen bis Belarus und Russland im Osten, südwärts bis Spanien, Mallorca, Sardinien, Italien, Serbien und Rumänien sowie nordwärts bis Shetland, Fennoskandinavien und Estland. In Deutschland ist die Art weit verbreitet und überall gemein.

## Bedeutung
Der Ziegelrote Schwefelkopf gilt durch seinen meist bitteren Geschmack als ungenießbar. Manchmal wird er als giftverdächtig für Magen-Darm-Vergiftungen angegeben. In den USA (Brick Cap) und in Japan (Kuritake) ist er hingegen ein beliebter Speisepilz und wird dort teilweise auch kultiviert.
Die Fruchtkörper enthalten Fasciculole (Triterpene), die im Tierversuch giftig wirken. Weiterhin sind Hämolysine enthalten, die zu einer Zersetzung der roten Blutkörperchen führen. Darüber hinaus wurden Agglutinine nachgewiesen. Der Pilz reizt die Schleimhäute von Magen und Darm und kann das Gastrointestinale Syndrom mit Erbrechen und Durchfall hervorrufen. Außerdem enthält er Clavarinsäure (ein Triterpen), die krebserregend wirkt.
Der Ziegelrote Schwefelkopf kann zum Färben verwendet werden. Er enthält u. a. die Farbstoffe Hispidin (gelbbraun) und Noryangonin (orange). Die erzeugbaren Farben sind gelb bis gelbgrün. Jedoch sind sie recht schwach.